# Guillermo Ruiz Plaza
Guillermo Ruiz Plaza (La Paz, 1982) es un escritor boliviano, ganador del Premio Nacional de Novela. Ruiz Plaza reside en Albi, Francia, a donde llegó originalmente para cursar estudios superiores. Es autor de poesía, cuento, ensayo, crónica y novela. Sus personajes, de distintos orígenes y horizontes diversos, se mueven en un terreno fronterizo entre la razón y la locura, lo banal y lo extraordinario.

## Obra
- Prosas sacras (2009)
- El fuego y la fábula (2010)
- La última pieza del puzzle (2013)
- Eduardo Mitre y la generación dispersa (2013)
- Sombras de verano (2016)
- El tacto y la niebla (2016)
- Días detenidos (2019)
- Los claveles de Tolstoi (2021)
- El hombre tocado de viento (2022)
- Viaje febril al invierno (2024)

## Premios y reconocimientos
- Premio Nacional de Literatura Santa Cruz 2010 y 2013.
- Premio Nacional de Novela 2018.